# Śliwnik (szczyt)

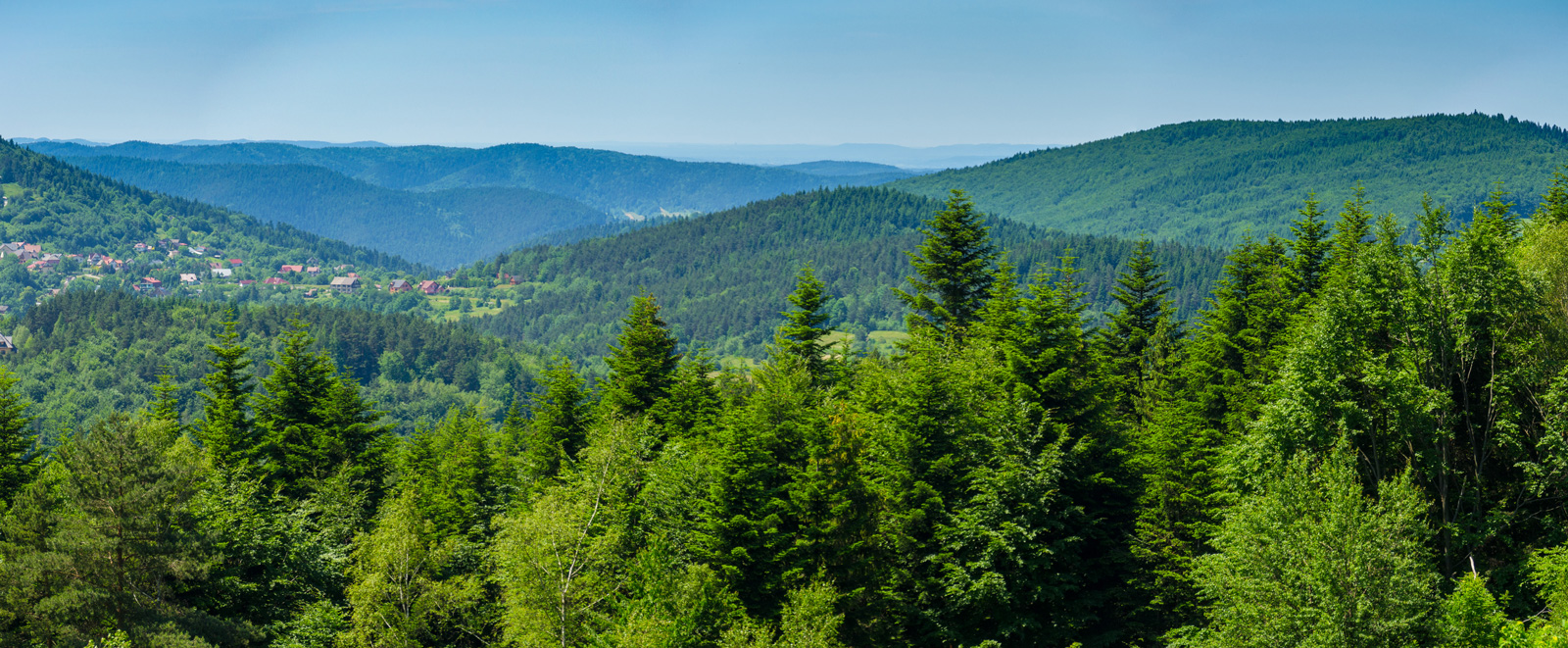
Widok na Śliwnik z polany pod schroniskiem Kudłacze

Śliwnik (619, 620 m) – szczyt w Paśmie Lubomira i Łysiny, które przez Jerzego Kondrackiego włączane jest do Beskidu Wyspowego, na mapach jednak i w przewodnikach turystycznych zaliczane jest do Beskidu Makowskiego. Leży w północno-zachodniej części pasma; jego południowe stoki opadają w dolinę Ziębówki, zachodnie – Kobylaka, zaś na północno-wschodnim zboczu bierze początek potok Trzemeśnianka. Łączą się tu grzbiety Chełmu oraz Uklejnej, odbiegające ze szczytu odpowiednio na zachód i północ. Sama kopuła szczytowa jest zarośnięta lasem, lecz poniżej ok. 570 m, na zachodnim stoku i szerokiej przełęczy w grzbiecie przebiegającym w stronę Chełmu, znajdują się zabudowania myślenickiego osiedla Talagówka z kościołem pw. Świętego Krzyża. Prowadzi tam, jak również do sąsiednich osiedli, asfaltowa szosa z Zarabia.

## Szlaki turystyczne
Mały Szlak Beskidzki, odcinek: Myślenice – Śliwnik – Działek – Kudłacze
 Myślenice-Zarabie – Chełm – Śliwnik (trawers od południa) – Działek – Poręba